# Fisher Brothers
Fisher Brothers est une société immobilière américaine basée et officiant principalement à New York. Elle a été fondée en 1915 par Martin Fisher, rapidement rejoint par ses frères Larry (né en 1907) et Zachary (né en 1910). La famille Fisher possède d'importantes propriétés immobilières à New York et dans d'autres villes et est considérée comme l'une des "familles royales" de l'immobilier new-yorkais, aux côtés de clans tels que les Durst, les Rose, les Rudin et les Tishman,

## Histoire
L'entreprise de construction familiale Fisher a été fondée en 1915 par Martin Fisher. Plus tard, ses frères Larry et Zachary se sont joints pour former la société Fisher Brothers.  Ils ont travaillé comme entrepreneurs pour construire des maisons à Brooklyn, Queens, Long Island, Riverdale et Mount Vernon,. Au milieu des années 1950, la société s'est diversifiés dans la construction et la gestion commerciale. Dans les années 1960, Fisher Brothers a continué à se diversifier, développant des immeubles de bureaux d'abord dans le quartier de Midtown Manhattan comme au 1345 Avenue of the Americas, 605 Troisième Avenue. et 299 Park Avenue.
Richard, Anthony et Arnold Fisher, associés de deuxième génération, ont dirigé l'entreprise dans les années 1980, négociant des accords qui comprenaient par exemple l'acquisition d'une parcelle de neuf acres au sud du siège des Nations Unies, l'un des plus grands sites de développement disponibles de la ville, et l'expansion du siège de la Securities and Exchange Commission à Washington,.
La famille s'est diversifiée dans d'autres entreprises, notamment la banque, et a même détenu une participation dans CBS. La société a été répertoriée dans le Fortune 500.
En 2004, Fisher Brothers s'est associé à Morgan Stanley pour former le City Investment Fund de 770 millions de dollars, destiné à stimuler les investissements à Manhattan à la suite des attentats du 11 septembre,.
L'entreprise est actuellement dirigée par le partenaire de deuxième génération Arnold Fisher ainsi que par les partenaires de troisième génération Kenneth, Steven et Winston Fisher.

## Propriétés
La société gère 6,5 millions de pieds carrés de propriétés commerciales à New York y compris Park Avenue Plaza, 1345 Avenue of the Americas, 299 Park Avenue, 49 East 52nd Street et 605 Third Avenue. Elle gère également 1,5 million de pieds carrés de propriétés commerciales dans le complexe Station Place à Washington, DC.
Les propriétés résidentielles à New York comprennent Beekman Tower, Chartwell House, 101 W. 87th Street, 111 Murray Street, 225 E. 39th Street et 37 Warren Street.

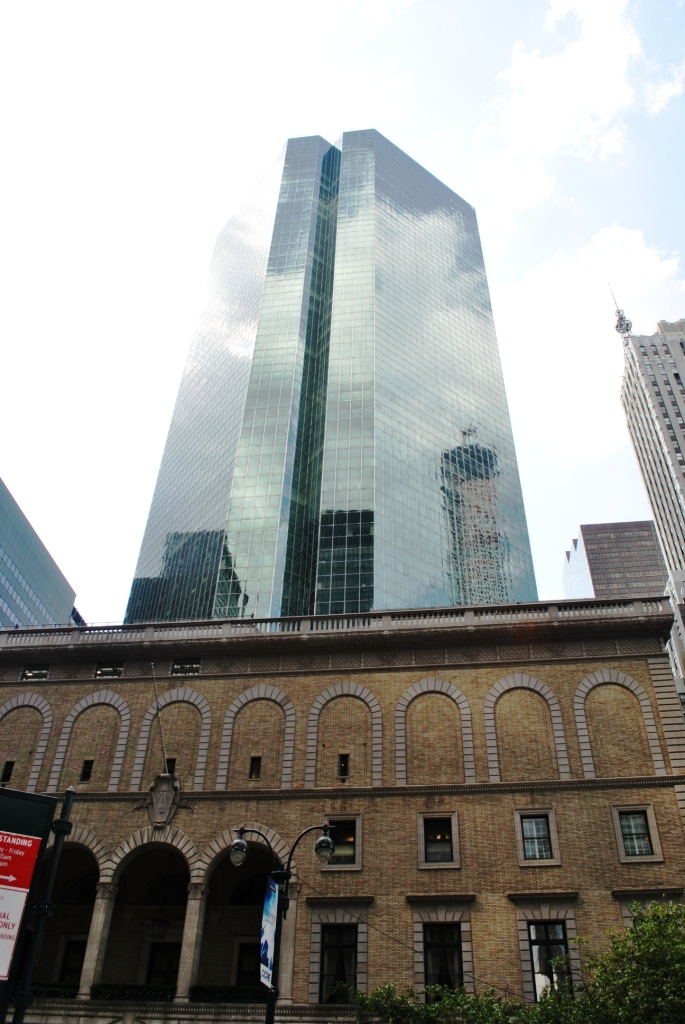
Le Park Avenue Plaza
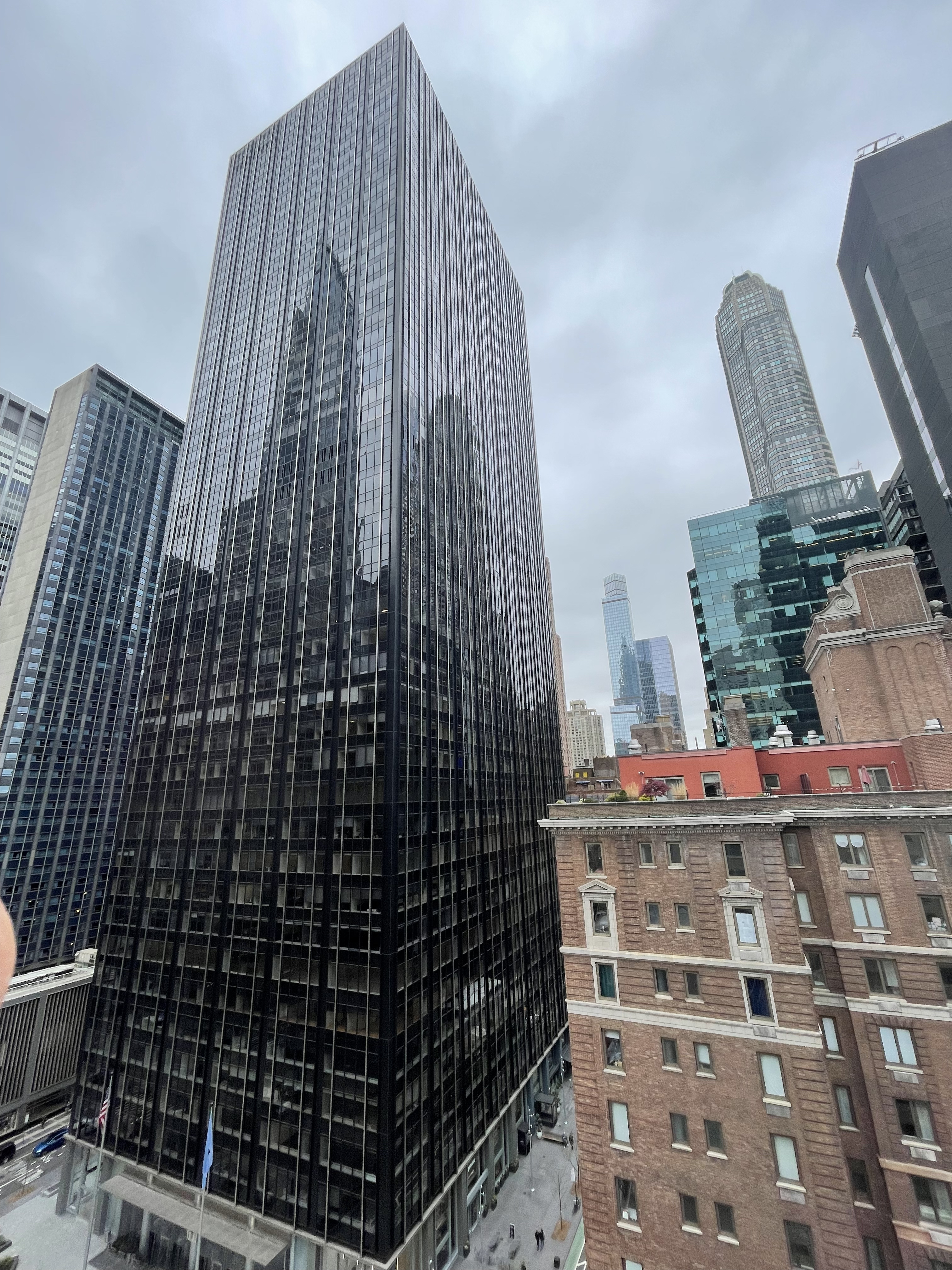
Le 1345 Avenue of the Americas
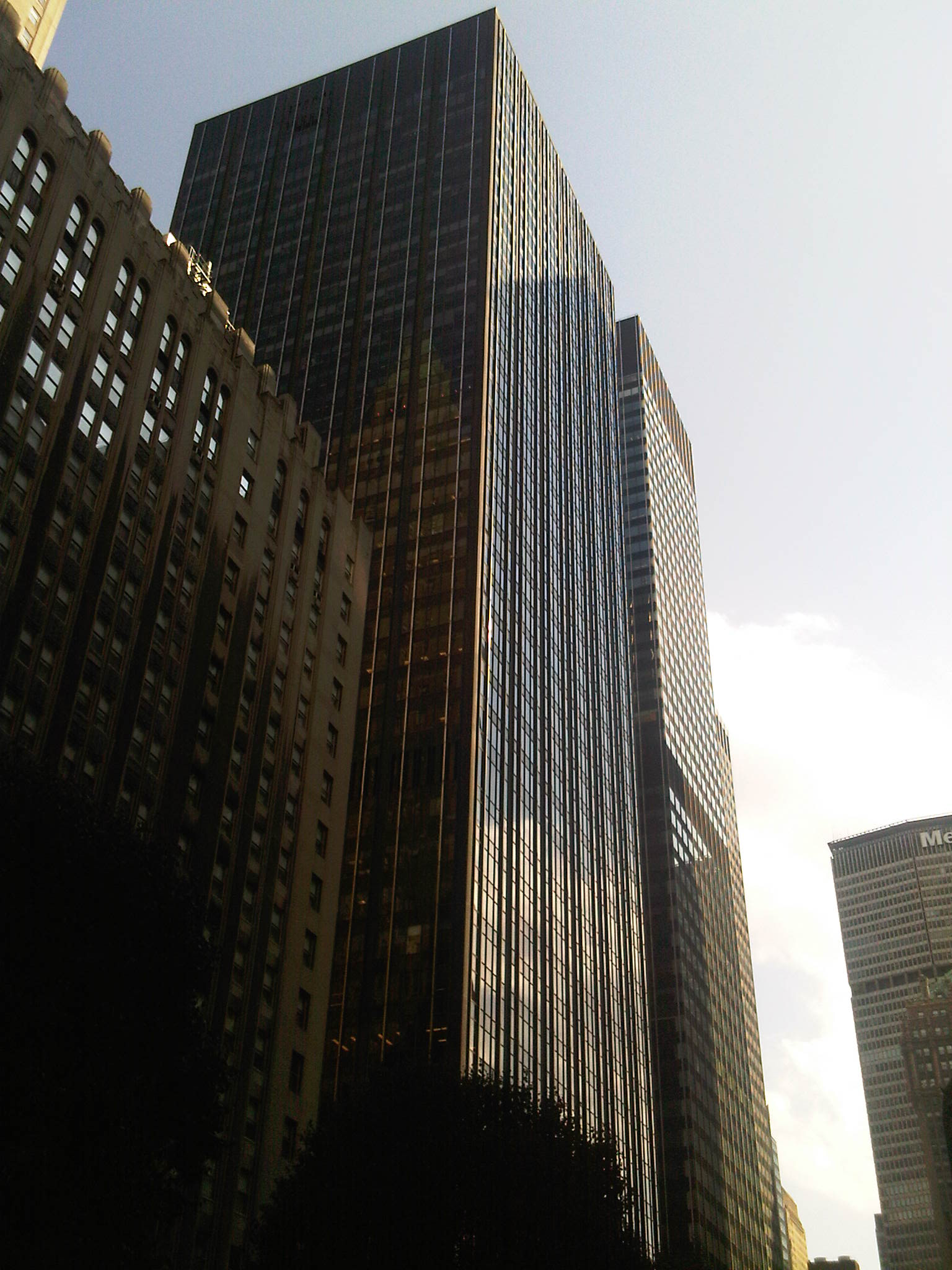
Le 299 Park Avenue, siège d'UBS
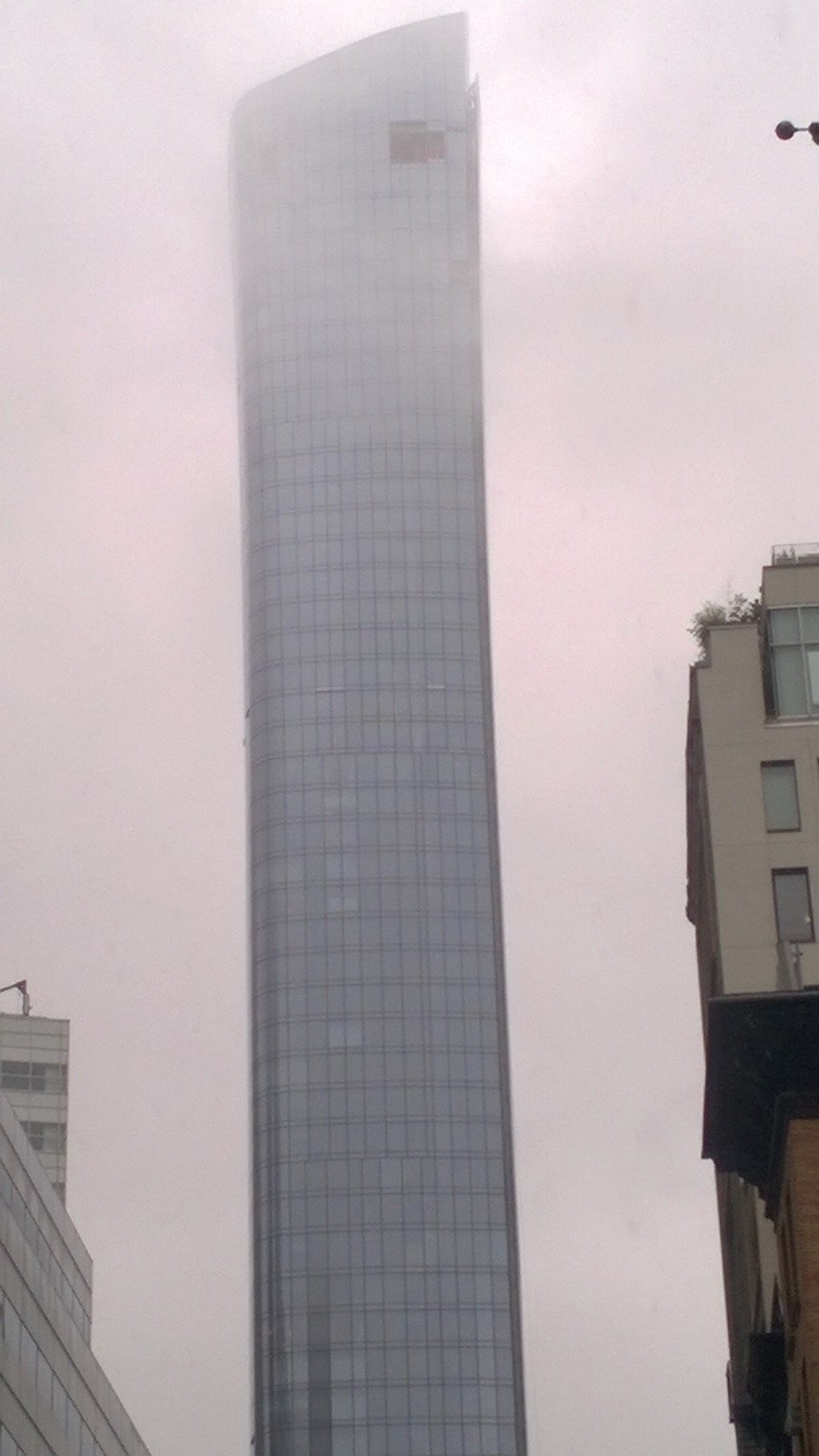
Le 111 Murray Street
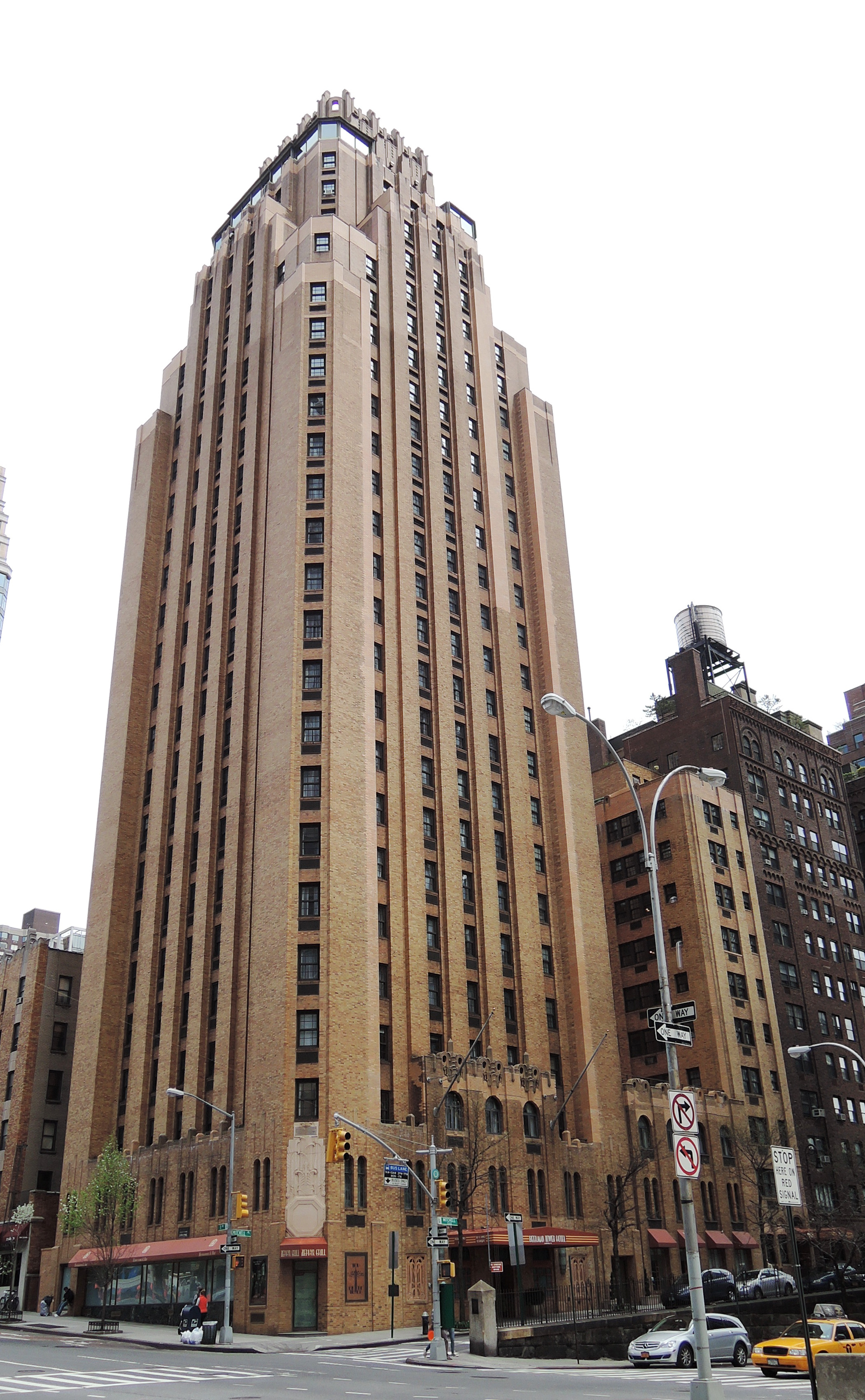
La Beekman Tower

## Philanthropie
La Fisher Brothers Foundation soutient des organisations caritatives telles que le New York Presbyterian Hospital, la New York's Finest Foundation, la Police Athletic League de New York et  le Lincoln Center.
Larry et Zachary Fisher ont joué un rôle déterminant dans la création de l'Intrepid Sea, Air & Space Museum.
Zachary Fisher a fondé la Fisher House Foundation, qui construit des propriétés résidentielles à proximité des centres médicaux militaires et des Anciens combattants, offrant un hébergement gratuit aux membres de la famille du personnel militaire hospitalisé,. 
Les Fisher ont également fondé l'Intrepid Fallen Heroes Fund, qui vient en aide aux familles des soldats américains décédés pendant leur service militaire , et construit des centres pour le traitement des traumatismes au combat. 